# 風祭駅
風祭駅（かざまつりえき）は、神奈川県小田原市風祭にある、小田急箱根鉄道線（箱根登山電車）の駅である。駅番号はOH 49。

## 歴史
- 1935年（昭和10年）10月1日：開業。
- 2006年（平成18年）3月18日：当駅から発着する箱根登山鉄道所属車両（標準軌車両）の運転がなくなる。
- 2007年（平成19年）1月：駅改良工事着手。
- 2008年（平成20年）
  - 3月15日：新ホームの全面供用開始。
  - 10月1日：駅改良工事が完了、下りホームに南口改札を新設[2]。
- 2023年（令和5年）10月1日：下りホームに新南口改札を新設、構内踏切を廃止（行先別改札化）[3]。

### 駅の構造と乗降形態などの変遷
かつては島式ホームを持つ1面2線となっており、ホーム有効長が当初は箱根登山鉄道（当時）の車両2両分に対応した約30 m、1993年から2007年までは箱根登山鉄道の車両3両分約49 mしかなかった。箱根登山鉄道の車両はドアがすべて開いたが、乗り入れてくる小田急電鉄の車両では一部車両のドア扱いしかできなかった。小田急の車両にはドアカット用の回路が装備されていないため、非常用のドアコックを操作して駅員や車掌が手動で開閉していた（ドアカットも参照）。非常用ドアコックによるドア扱いが毎日行なわれているのは、日本の鉄道駅ではここだけだった。
1980年頃までは有効長が短く、2400形HE車では前から2両目でドア扱いを行なっていた。出発信号機の直前が停車位置だった。安全側線の関係で、上下列車で停車位置が異なっていた。また、小田急ロマンスカー同士の行き違いはできなかった。1982年7月に20 m級大型車の乗り入れが開始されてからは、全列車箱根湯本方の先頭車で乗降を扱っていた。大型車乗り入れ以後は線路有効長は20 m車両7両分のすれ違いが可能な約150 mに延伸され、小田急ロマンスカー同士の行き違いも可能となっている。
駅員や車掌が改札口寄りのドアを開けていたほか、それ以外のドアも乗客が開けることは可能で、慣れている地元利用者は自分で開けて降りていた。閉じる際にはドアコックを戻すことで全ての扉が閉じられた。箱根駅伝開催日など、多くの利用者が見込まれる場合には、駅員が派遣され、2両分のドア扱いを行うこともあった。
なお、2008年3月15日のダイヤ改正まで、小田急小田原線では新宿駅到着が朝の通勤ラッシュのピークにかかる急行列車の1号車を女性専用車としていたが、箱根登山線内については対象外となっていた。これは当駅でのドア扱いが1号車のみのため、箱根登山線内で1号車を女性専用車に指定してしまうと、男性の乗客が事実上当駅での乗降ができなくなってしまうためであった。
2007年1月末よりバリアフリー対応とするため、相対式ホームに改造の上、ホーム長さを85 mに延伸する改良工事が開始された。同時にホームの嵩上げも行ない、車両ドアの段差を縮小する他、車椅子対応のスロープも設置するという内容で、2007年6月17日から、新設の下りホーム（長さ85 m）の使用を開始した。なお、2008年3月14日までは1両だけのドア扱いが続いていた。旧駅舎は2007年7月12日時点ではすでに解体されており、上りホームもいったん取り壊した上で仮設ホームが設置されていた。
2008年3月15日のダイヤ改正で正式に新ホームの運用を開始。同日よりロマンスカー以外の小田原 - 箱根湯本間の列車はすべて小田急通勤車による4両編成となったため、当駅でも通常のドア開閉が可能になり、非常用ドアコックによるドア開閉もこの前日の3月14日をもって終了した。

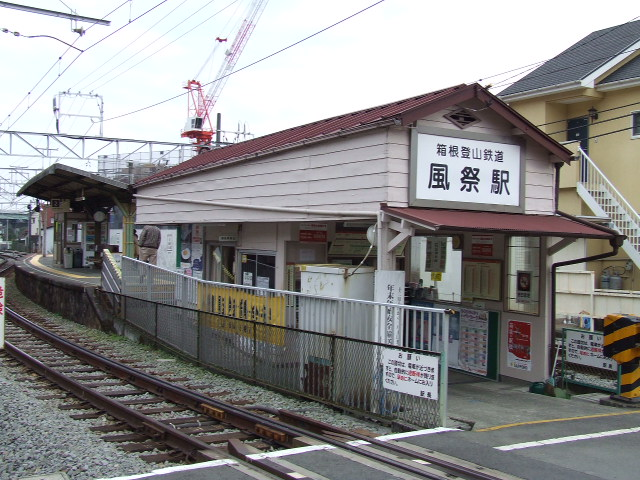
旧駅舎
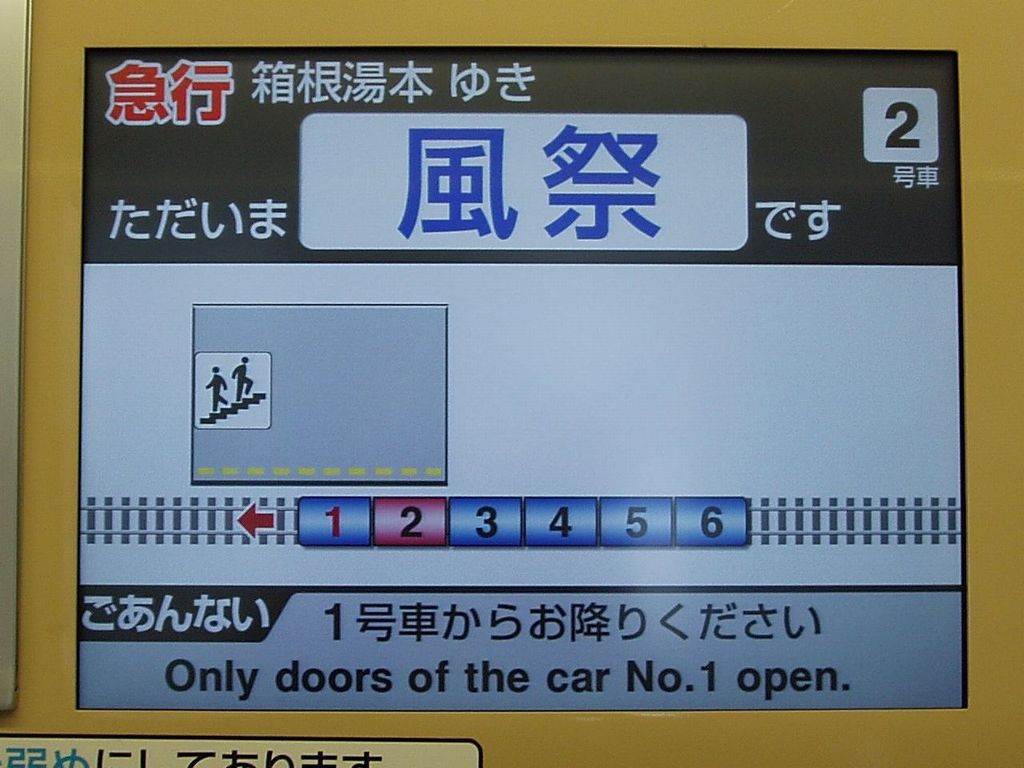
当駅停車中の小田急3000形の車内表示。
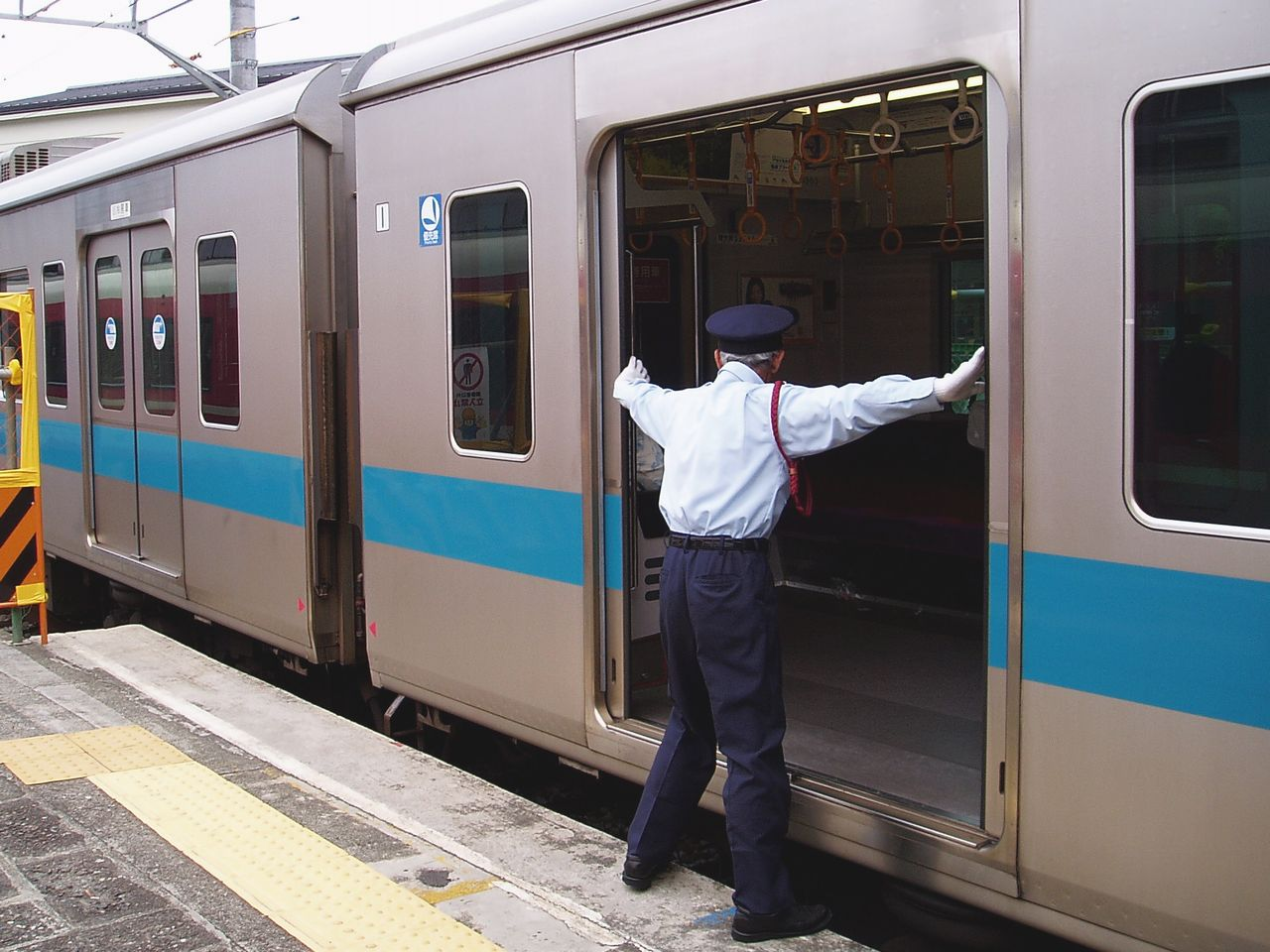
当駅停車中の電車のドア扱い光景。係員や利用者が手動で開扉する。
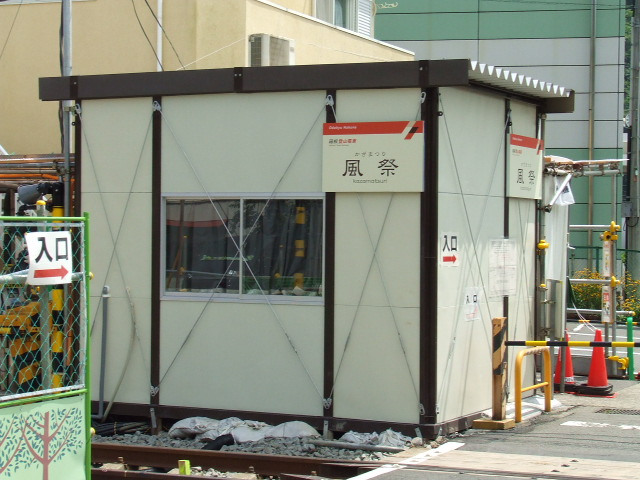
工事中に設置されていた仮設駅舎
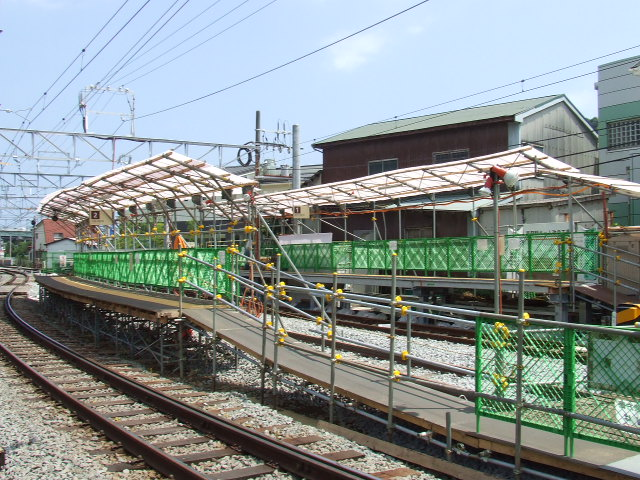
改良工事中の構内
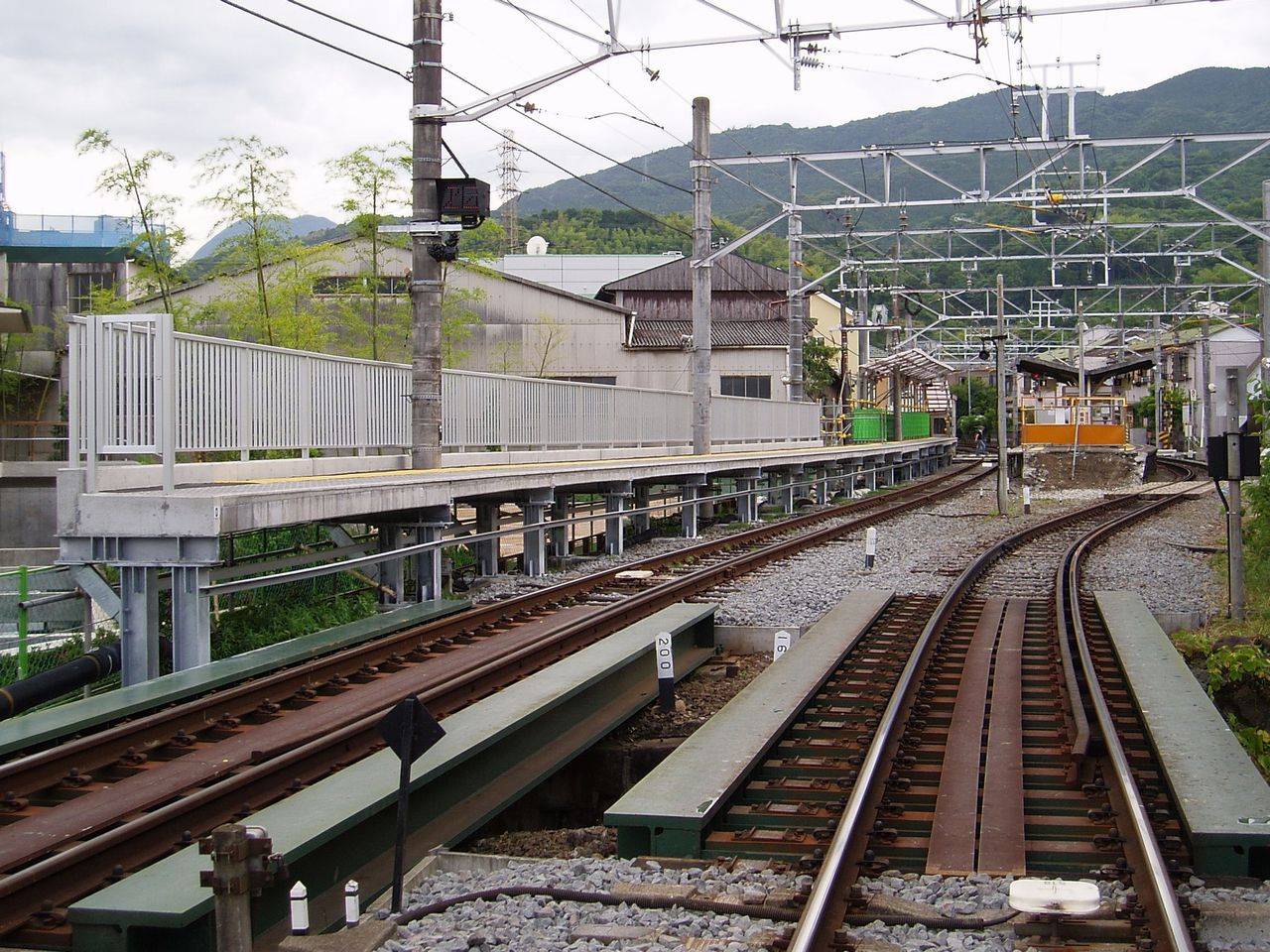
島式ホーム時代の構内。すでに下りホームが一部完成した時期。

## 駅構造
相対式ホーム2面2線を有する地上駅である。改札は上下ホームで別となっており、箱根湯本方面は南口または新南口、小田原方面は北口を利用する。
なお、箱根登山鉄道の表示看板やパンフレットでは各駅の標高が示されており、かつては48 mと表記されていたが、2013年の再調査で36 mに訂正されている。

### のりば
| ホーム | 路線         | 方向 | 行先               | 備考                                 |
| ------ | ------------ | ---- | ------------------ | ------------------------------------ |
| 1      | 箱根登山電車 | 下り | 箱根湯本・強羅方面 | 強羅方面は箱根湯本乗り換え           |
| 2      | 箱根登山電車 | 上り | 小田原・新宿方面   | 新宿方面は小田原乗り換え（一部除く） |

## 利用状況
近年の1日平均乗車人員推移は下記の通り。
| 年度               | 1日平均 乗降人員 | 1日平均 乗車人員 |
| ------------------ | ---------------- | ---------------- |
| 1998年（平成10年） |                  | 844              |
| 1999年（平成11年） |                  | 860              |
| 2000年（平成12年） |                  | 943              |
| 2001年（平成13年） |                  | 919              |
| 2002年（平成14年） |                  | 878              |
| 2003年（平成15年） |                  | 804              |
| 2004年（平成16年） |                  | 735              |
| 2005年（平成17年） |                  | 781              |
| 2006年（平成18年） |                  | 781              |
| 2007年（平成19年） |                  | 828              |
| 2008年（平成20年） |                  | 822              |
| 2009年（平成21年） |                  | 836              |
| 2010年（平成22年） | 1,629            | 813              |
| 2011年（平成23年） | 1,568            | 788              |
| 2012年（平成24年） | 1,616            | 806              |
| 2013年（平成25年） | 1,657            | 829              |
| 2014年（平成26年） | 1,660            | 829              |
| 2015年（平成27年） | 1,724            | 863              |
| 2016年（平成28年） | 1,741            | 871              |
| 2017年（平成29年） | 1,730            | 867              |
| 2018年（平成30年） | 1,787            | 896              |
| 2019年（令和元年） | 1,740            | 875              |
| 2020年（令和02年） | 1,138            |                  |
| 2021年（令和03年） | 1,329            |                  |
| 2022年（令和04年） | 1,487            |                  |
| 2023年（令和05年） | 1,475            |                  |

## 駅周辺
- 国道1号
- 鈴廣蒲鉾本店・鈴廣かまぼこの里
  - 鈴廣かまぼこ博物館
  - えれんなごっそ
  - CAFÉ107（モハ1形107号をカフェとして使用している）
  - 千世倭樓

※東京箱根間往復大学駅伝競走（箱根駅伝）では小田原中継所（4区→5区、6区→7区）となる。
- 国立病院機構箱根病院
- 小田原厚木道路・西湘バイパス 小田原西インターチェンジ
- 西湘バイパス・小田原箱根道路 箱根口インターチェンジ

### バス路線
国道上に「風祭駅」バス停（停留所番号：OH49/116）があり、箱根登山バスと伊豆箱根バスが発着している。箱根方面へは、すべてのバスが箱根湯本駅を経由する。
- 箱根方面
  - 宮ノ下・小涌園・元箱根経由箱根町行（箱根登山） ※ 平日1本のみ芦の湯旧道経由
  - 宮ノ下・小涌園・元箱根経由関所跡・箱根町行（伊豆箱根）※ 1日1本のみ湯の花ホテルも経由
  - 宮ノ下・小涌園・元箱根経由箱根園行（伊豆箱根） ※ 1日2本のみ
  - 宮ノ下・小涌園・早雲山経由湖尻・箱根園行（伊豆箱根） ※ 昼間は大涌谷も経由
  - 宮ノ下・宮城野・仙石経由仙石案内所・桃源台・湖尻行（箱根登山）
  - 箱根旧道経由上畑宿行（箱根登山） ※ 1日1本のみ
- 小田原方面
  - 小田原駅東口行（箱根登山・伊豆箱根）

## 隣の駅
小田急箱根
 鉄道線（箱根登山電車）

■各駅停車
箱根板橋駅 (OH 48) - 風祭駅 (OH 49) - 入生田駅 (OH 50)